# Bob Shea
Robert Francis Shea, detto Bob (Mystic, 11 settembre 1924 – Hingham, 27 gennaio 2015), è stato un cestista statunitense, professionista nella BAA.